# Верхній Мир
Верхній Мир (рос. Верхний Мир, марій. Верхний Мир) — присілок у складі Марі-Турецького району Марій Ел, Росія. Входить до складу Марійського сільського поселення.

## Населення
Населення — 15 осіб (2010; 23 у 2002).
Національний склад (станом на 2002 рік):
- кряшени — 61 %
- татари — 39 %